# Wind Energy
Wind Energy ist eine begutachtete wissenschaftliche Fachzeitschrift, die seit 1998 von Wiley herausgegeben wird. Themenschwerpunkt der Zeitschrift, die sich an Forscher und Hochschulabsolventen aus technischen Fächern sowie in der Praxis tätige Ingenieure, Ökonomen und politische Entscheidungsträger richtet, ist die Windenergienutzung.
Zu den Themenschwerpunkten zählen u. a. die Erforschung und Weiterentwicklung von einzelnen Komponenten wie z. B. Rotorblätter, mechanische und elektronische Bauteile, die Strukturmechanik, der Betrieb und die Wartung von Windkraftanlagen, die Planung von Windparks, und die ökonomische und ökologische Erforschung der Windenergienutzung. Daneben werden auch Studien zu Windleistungsvorhersagen, Atmosphärenphysik und neuen innovativen Windenergiekonzepten wie z. B. der Einsatz von Windkraftkonvertern als Windpumpe oder zur Meerwasserentsalzung publiziert.
Der Impact Factor lag im Jahr 2020 bei 2,730, der fünfjährige Impact Factor bei 3,392. Damit lag das Journal beim Impact Factor auf Rang 78 von insgesamt 114 wissenschaftlichen Zeitschriften in der Kategorie „Energie und Treibstoffe“ sowie auf Rang 54 von 133 Zeitschriften in der Kategorie „mechanisches Ingenieurwesen“.